# بانا
بانا (إلينوي) (بالإنجليزية: Pana, Illinois)‏ هي مدينة تقع في الولايات المتحدة في إلينوي. يقدر عدد سكانها بـ 5,847 نسمة .

## التركيبة السكانية
حدّد مكتب تعداد الولايات المتحدة بيانات التركيبة السكانية لبانا في تعداد الولايات المتحدة. في ما يلي، التركيبة السكانية حسب تعدادي 2000 و2010.

### تعداد عام 2000
بلغ عدد سكان بانا 5,614 نسمة بحسب تعداد عام 2000، وبلغ عدد الأسر 2,317 أسرة وعدد العائلات 1,443 عائلة مقيمة في المدينة. في حين سجلت الكثافة السكانية 522.7 نسمة لكل كيلومتر مربع (1,353.8/ميل2). وبلغ عدد الوحدات السكنية 2,532 وحدة بمتوسط كثافة قدره 235.8 لكل كيلومتر مربع (610.7/ميل2).
وتوزع التركيب العرقي للمدينة بنسبة 99.09% من البيض و0.07% من الأمريكيين الأفارقة و0.14% من الأمريكيين الأصليين و0.25% من الأمريكيين ذوي الأصول الآسيوية و0.05% من الأعراق الأخرى و0.39% من عرقين مختلطين أو أكثر و0.50% من الهسبانيون أو اللاتينيون من أي عرق.
بلغ عدد الأسر 2,317 أسرة كانت نسبة 31.4% منها لديها أطفال تحت سن الثامنة عشر تعيش معهم، وبلغت نسبة الأزواج القاطنين مع بعضهم البعض 47.2% من أصل المجموع الكلي للأسر، ونسبة 11.5% من الأسر كان لديها معيلات من الإناث دون وجود شريك، بينما كانت نسبة 3.5% من الأسر لديها معيلون من الذكور دون وجود شريكة وكانت نسبة 37.7% من غير العائلات. تألفت نسبة 34.7% من أصل جميع الأسر من عدة أفراد يعيشون في نفس المنزل ونسبة 19.6% كانت تتألف من شخص يعيش بمفرده يبلغ من العمر 65 عاماً أو أكثر. وبلغ متوسط حجم الأسرة المعيشية 2.32، أما متوسط حجم العائلات فبلغ 2.97.
بلغ العمر الوسطي للسكان 39.8 عاماً. وكانت نسبة 24.5% من القاطنين تحت سن الثامنة عشر، وكانت نسبة 7.7% بين الثامنة عشر والرابعة والعشرين عاماً، ونسبة 24.3% كانت واقعةً في الفئة العمرية ما بين الخامسة والعشرين والرابعة والأربعين عاماً، ونسبة 20.5% كانت ما بين الخامسة والأربعين والرابعة والستين، ونسبة 18.6% كانت ضمن فئة الخامسة والستين عاماً فما فوق. يوجد لكل 100 أنثى 88.8 ذكر، ويوجد لكل 100 أنثى في الثامنة عشر من عمرها فما فوق 83.7 ذكر.
بلغ متوسط دخل الأسرة في المدينة 29,611 دولارًا، أما متوسط دخل العائلة فبلغ 35,406 دولارًا. وكان متوسط دخل الذكور 30,519 دولارًا مقابل 18,675 دولارًا للإناث. وسجل دخل الفرد الخاص بالمدينة 14,897 دولارًا. وكانت نسبة 11.5% من العائلات ونسبة 17.6% من السكان تحت خط الفقر، وكان من هؤلاء نسبة 30% تحت سن الثامنة عشر ونسبة 18.8% في الخامسة والستين من العمر وما فوق.

### تعداد عام 2010
بلغ عدد سكان بانا 5,847 نسمة بحسب تعداد عام 2010، وبلغ عدد الأسر 2,536 أسرة وعدد العائلات 1,526 عائلة مقيمة في المدينة. في حين سجلت الكثافة السكانية 544.4 نسمة لكل كيلومتر مربع (1,410.0/ميل2). وبلغ عدد الوحدات السكنية 3,084 وحدة بمتوسط كثافة قدره 287.2 لكل كيلومتر مربع (743.8/ميل2).
وتوزع التركيب العرقي للمدينة بنسبة 98.41% من البيض و0.09% من الأمريكيين الأفارقة و0.03% من الأمريكيين الأصليين و0.62% من الأمريكيين ذوي الأصول الآسيوية و0.14% من الأعراق الأخرى و0.72% من عرقين مختلطين أو أكثر و0.82% من الهسبانيون أو اللاتينيون من أي عرق.
بلغ عدد الأسر 2,536 أسرة كانت نسبة 29.1% منها لديها أطفال تحت سن الثامنة عشر تعيش معهم، وبلغت نسبة الأزواج القاطنين مع بعضهم البعض 42.6% من أصل المجموع الكلي للأسر، ونسبة 12.4% من الأسر كان لديها معيلات من الإناث دون وجود شريك، بينما كانت نسبة 5.2% من الأسر لديها معيلون من الذكور دون وجود شريكة وكانت نسبة 39.8% من غير العائلات. تألفت نسبة 36.1% من أصل جميع الأسر من عدة أفراد يعيشون في نفس المنزل ونسبة 18.1% كانت تتألف من شخص يعيش بمفرده يبلغ من العمر 65 عاماً أو أكثر. وبلغ متوسط حجم الأسرة المعيشية 2.26، أما متوسط حجم العائلات فبلغ 2.92.
بلغ العمر الوسطي للسكان 41.6 عاماً. وكانت نسبة 23.3% من القاطنين تحت سن الثامنة عشر، وكانت نسبة 8.4% بين الثامنة عشر والرابعة والعشرين عاماً، ونسبة 21.9% كانت واقعةً في الفئة العمرية ما بين الخامسة والعشرين والرابعة والأربعين عاماً، ونسبة 25.7% كانت ما بين الخامسة والأربعين والرابعة والستين، ونسبة 20.7% كانت ضمن فئة الخامسة والستين عاماً فما فوق. وتوزع التركيب الجنسي للسكان بنسبة 47.8% ذكور و52.2% إناث.

## أعلام
- جيف كينر
- ديك كلاين
- جيمس بيرسون
- إد كودي
- تشارلز هوتر